# 巴氏德州麗魚
巴氏德州麗魚，為輻鰭魚綱鱸形目隆頭魚亞目慈鯛科的其中一種，被IUCN列為易危保育類動物，分布於中美洲墨西哥Verde河上游及Laguna de la Media Luna流域，體長可達18公分，棲息在河川、湖泊，屬雜食性，以昆蟲、小魚、藻類等為食，可作為觀賞魚。

## 擴展閱讀
維基物種上的相關：巴氏德州麗魚